# Phyllodromica carpetana
Phyllodromica carpetana är en kackerlacksart som först beskrevs av Bolívar 1873.  Phyllodromica carpetana ingår i släktet Phyllodromica och familjen småkackerlackor. Inga underarter finns listade i Catalogue of Life.